# Jožef Školč
Jožef Školč (ur. 19 sierpnia 1960 w Breginju) – słoweński polityk i działacz partyjny, parlamentarzysta i minister, w latach 1994–1996 przewodniczący Zgromadzenia Państwowego, współzałożyciel i pierwszy przewodniczący Liberalnej Demokracji Słowenii (LDS).

## Życiorys
Absolwent stosunków międzynarodowych na Uniwersytecie Lublańskim (1986). Był działaczem komunistycznej młodzieżówki Zveza socialistične mladine Slovenije (ZSMS), w 1988 został jej przewodniczącym. W 1990 doprowadził do jej przekształcenia w Liberalną Demokrację Słowenii, którą kierował do 1992. W 1992 po raz pierwszy wybrany na posła do Zgromadzenia Państwowego, uzyskiwał reelekcję w kolejnych wyborach, zasiadając w słoweńskim parlamencie do 2008. Od 1994 do 1996 pełnił funkcję przewodniczącego Zgromadzenia Państwowego. W latach 1997–2000 sprawował urząd ministra kultury. Od 2007 był przewodniczącym klubu deputowanych LDS. Od 2008 pracował w gabinecie premiera Boruta Pahora, od 2011 do 2012 był sekretarzem stanu w resorcie kultury. W 2012 został sekretarzem generalnym stowarzyszenia kulturalnego ZOTKS. W 2022 wszedł w skład Rady Państwa.